# Olof Höjer
Olof Höjer (ur. 15 września 1937 w Karlstad) – szwedzki pianista i akompaniator. 
Höjer nagrał kilka płyt, w tym m.in. z muzyką Maurice Karkoffa, Erika Satiea, Svena-Erika Bäcka czy Wilhelma Petersona-Bergera.
Opublikował także esej opisujący życie i dokonania kompozytora Vikinga Dahla.